# Michele Ridolfi
Michele Ridolfi (né le 29 septembre 1793 à Capannori et mort le 1er novembre 1854  à Lucques) est un peintre italien de la première moitié du XIXe siècle, qui a été surtout actif à Rome.

## Biographie
Michele Angelo Ridolfi est né à Capannori (Lucques)  et s'installe à Rome (1813) afin d'étudier auprès de Stefano Tofanelli, Vincenzo Camuccini et Gaspare Landi avec divers artistes, dont des allemands (principalement Peter von Cornelius et Johann Friedrich Overbeck). Son premier Conseil des Apôtres, sous la présidence de saint Pierre a été peint à Rome.
Sa Madone trônant a reçu deux médailles d'or et une couronne de laurier délivrées par le pape.
Il a restauré avec beaucoup de compétence les fresques réalisées par Amico Aspertini à la Basilica di San Frediano (Lucques).
Ridolfi a été membre honoraire de l'Académie de Dresde et est mort à Lucques.
Il ne doit pas être confondu avec Michele Tosini (peintre florentin de la Renaissance) appelé Michele di Ridolfi parce qu'il avait travaillé pour Ridolfo Ghirlandaio.

## Œuvres
- Conseil des Apôtres, sous la présidence de saint Pierre,
- Madone trônant,
- Autoportrait,

## Crédit d'auteurs
- (en) Cet article est partiellement ou en totalité issu de l’article de Wikipédia en anglais intitulé « Michele Ridolfi » (voir la liste des auteurs).